# Uh-Oh (canción de I-dle)
«Uh-Oh» es una canción grabada por el grupo femenino surcoreano I-dle. Fue lanzada el 26 de junio de 2019 por Cube Entertainment como su segundo sencillo digital.

## Antecedentes y lanzamiento
El 16 de junio de 2019, se anunció que I-dle tendría su regreso con un sencillo digital titulado «Uh-Oh». Se lanzaron fotos teaser el 17 y 18 de junio. Luego se lanzaron vídeo teasers para cada una de las miembros: Los de Yuqi y Minnie el 21 de junio, Soojin y Shuhua el 22 de junio, y los de Soyeon y Miyeon el 23 de junio. Los teaser grupales fueron lanzados el 24 y 25 de junio. En una entrevista con la revista Vibe, la líder y compositora del grupo, Soyeon, mencionó que «Uh-Oh» fue escrita antes del lanzamiento de «Senorita», e indicó que la escribió para regañar a las personas que no creían que ella podría convertirse en una cantante idol.
La canción fue lanzada como un sencillo digital el 26 de junio de 2019, a través de varios portales de música, incluidos Melon, iTunes y Spotify.

## Promoción
I-dle apareció en el programa Weekly Idol del canal MBC Every 1 el 26 de junio. «Uh-Oh» tuvo su presentación debut el día del lanzamiento, en el Blue Square Amusement Hall.
I-dle hizo su regreso a partir del 26 de junio de 2019, presentándose en los programa de música surcoreanos The Show, Show Champion, M Countdown , Music Bank y continuó promocionando el sencillo en Inkigayo. (G)I-dle apareció en un artículo del Sunday Times del Reino Unido sobre artistas que estaban siendo tendencia en todo el mundo durante la primera semana de julio.

## Composición
«Uh-Oh» está compuesta en la clave de si menor, con un tempo de 92 PPM. La canción fue escrita por Soyeon, quien coprodujo la canción junto a June y MooF (153/Joombas). La canción fue descrita como un estilo boom bap, este fue un estilo de producción musical que fue prominente en la música hip hop de la costa este durante la década de 1990. El término boom bap representa los sonidos producidos por el bajo eléctrico y la caja.

## Vídeo musical
El 26 de junio, «Uh-Oh» fue lanzada junto con su vídeo musical. El vídeo musical fue coreografiado por Star System y dirigido por Digipedi. Tamar Herman de Billboard describió el vídeo musical como "la muestra de la confianza de las seis miembros, ya que cada verso ofrece un poderoso golpe a los detractores. Aprovechando la moda de los años 90 para inspirarse, las miembros de (G)I-dle se afirman en sí mismas y en su independencia en una variedad de entornos, que van desde talleres de carrocería hasta el desierto y un club, donde terminan cantando sus propias declaraciones sobre la perfección y el amor por sus fans".
Hanan Haddad de E! News afirmó que el vídeo también presentaba a sus miembros "con el estilo de los malos del hip hop de los 90, con cadenas de oro y conjuntos de mezclilla. La coreografía también refleja el ambiente rebelde de la canción con muchos movimientos poderosos acompañados de duras expresiones". El vídeo musical superó las 5 millones de visitas en YouTube a las 6:00 p. m. del 27 de junio.

## Rendimiento comercial
«Uh-Oh» alcanzó a posicionarse en el lugar 22 del Top 50 del NetEase Cloud Music China para la primera mitad de 2019, lo que los convierte en el único grupo de k-pop que han estado presentes en la lista.

## Reconocimientos

### Premios en programas de música
| Programa           | Fecha              | Ref.   |
| ------------------ | ------------------ | ------ |
| The Show (SBS MTV) | 2 de julio de 2019 | [ 29 ] |

### Listas
| Publicación | Lista                                             | Ranking | Ref.   |
| ----------- | ------------------------------------------------- | ------- | ------ |
| Douban      | Canciones más populares de Corea del Sur del 2019 | 3       | [ 30 ] |
| Spotify     | Artistas Top del k-pop del 2019                   | 12      | [ 31 ] |

## Posicionamiento en listas
| Lista (2019)                                  | Mejor posición |
| --------------------------------------------- | -------------- |
| Corea del Sur (Gaon Digital)                  | 31             |
| Corea del Sur (K-pop Hot 100)                 | 23             |
| Estados Unidos (Billboard World Digital Song) | 7              |
| Singapur (RIAS)                               | 23             |

| Lista (2019)         | Mejor posición |
| -------------------- | -------------- |
| Corea del Sur (Gaon) | 41             |

## Historial de lanzamiento
| País          | Fecha               | Formato                    | Sello                       | Ref.   |
| ------------- | ------------------- | -------------------------- | --------------------------- | ------ |
| Varios        | 26 de junio de 2019 | Descarga digital streaming | Cube Entertainment, Kakao M | [ 37 ] |
| Corea del Sur | 26 de junio de 2019 | Descarga digital streaming | Cube Entertainment, Kakao M | [ 37 ] |